# Myanmarese stompneusaap
De Myanmarese stompneusaap (Rhinopithecus strykeri) is een soort uit het geslacht der stompneusapen (Rhinopithecus). Hij komt voor in Myanmar. De soort werd voor het eerst beschreven in 2010, maar de lokale bevolking kende het dier al langer.

## Uiterlijk
R. strykeri is circa 55 centimeter lang een heeft een staart van 78 centimeter. Hij heeft een zwarte vacht en witte baard. De punten van de oren hebben een kuif en zijn eveneens wit. Ook een deel van zijn achterste is wit. Het gezicht is kaal en heeft een roze kleur. De lippen steken wat uit. De neusgaten zijn naar boven gericht waardoor de soort gemakkelijk water binnen bij regen, wat de aap volgens de lokale bevolking doet niezen. Op regenachtige dagen zou de soort daarom met de kop tussen de poten zitten.

## Leefgebied
De soort komt voor in een hooggebied van gemengd bos in het noorden van Myanmar. Het gebied is afgescheiden door twee rivieren, de Mekong en Salween, en is zo'n 270 km² groot. Volgens lokale jagers leeft de soort tussen mei en oktober in de hogere gebieden, maar is hij in de winter door de sneeuw in lagere gebieden te vinden. Waarschijnlijk zijn er maar tussen 260 en 330 exemplaren. Zijn leefgebied staat bovendien onder druk van de geplande bouw van een dam, van het kappen van de bomen in zijn habitat en van de jacht voor zijn vlees en vacht of de Chinese traditionele geneeskunde. De ontdekkers beschouwen de soort dan ook als bedreigd. Naar IUCN-normen is de soort kritiek bedreigd.

## Naamgeving
De soort is vernoemd naar Jon Stryker, voorzitter en stichter van Arcus Foundation, die het onderzoek sponsorde.